# Rio Pro
Il Rio Pro è una competizione di surf indetta dalla World Surf League (WSL) e facente parte del WSL Championship Tour, sia maschile che femminile. La gara si svolge annualmente, solitamente per una settimana tra maggio e ottobre, a partire dal 1976, anche se non continuativamente, e si tiene presso Rio de Janeiro, in Brasile. Nel 1977 è stato istituito anche il torneo femminile. All'epoca della sua nascita la gara non si chiamava ancora Rio Pro, bensì Waimea 5000, e si svolgeva presso la spiaggia di Arpoador, molto famosa fra i surfisti. Negli anni la spiaggia in cui si è disputata la gara è stata cambiata, passando da quella di Arpoador a quella di Barra da Tijuca per finire a quella di Saquarema, dove si sono svolte le ultime edizioni della competizione.

## Sponsorizzazioni
Negli anni la gara, che, come detto, è nata come Waimea 5000, ha cambiato nome diverse volte a seconda dello sponsor. Così, ad esempio, dal 2012 al 2014 la gara ha avuto nome "Billabong Rio Pro", poiché sponsorizzata appunto dalla Billabong International Ltd., mentre dal 2015 ad oggi la gara si chiama "Oi Rio Pro", essendone la Oi, una delle più grandi aziende di telecomunicazioni del Brasile, lo sponsor principale.

## Albo dei vincitori della gara maschile
Gli anni di cui non è riportata l'edizione, sono quelli in cui la gara o non si è svolta o non è stata considerata valida per il campionato della World Surf League o della preesistente Association of Surfing Professionals (il nome con cui è stata conosciuta la WSL dal 1983 al 2014).
| Anno | Vincitore          | Nazione            | Punteggio | Secondo classificato | Nazione     | Punteggio | Montepremi |
| ---- | ------------------ | ------------------ | --------- | -------------------- | ----------- | --------- | ---------- |
| 2019 | Felipe Toledo      | Brasile            | 18,04     | Jordy Smith          | Sudafrica   | 8,43      |            |
| 2018 | Felipe Toledo      | Brasile            | 17,10     | Wade Carmichael      | Australia   | 8,00      |            |
| 2017 | Adriano de Souza   | Brasile            | 17,63     | Adrian Buchan        | Australia   | 17,23     |            |
| 2016 | John John Florence | Hawaii             | 18,97     | Jack Freestone       | Australia   | 16,13     |            |
| 2015 | Felipe Toledo      | Brasile            | 19,87     | Bede Durbidge        | Australia   | 14,70     |            |
| 2014 | Michel Bourez      | Polinesia francese | 13,84     | Kolohe Andino        | Stati Uniti | 10,93     |            |
| 2013 | Jordy Smith        | Sudafrica          | 17,80     | Adriano de Souza     | Brasile     | 16,34     |            |
| 2012 | John John Florence | Hawaii             | 16,37     | Joel Parkinson       | Australia   | 11,44     |            |
| 2011 | Adriano de Souza   | Brasile            | 15,63     | Taj Burrow           | Australia   | 12,17     |            |
| 2002 | Taj Burrow         | Australia          | 14,25     | Mick Fanning         | Australia   | 13,50     |            |
| 2001 | Trent Munro        | Australia          | 23,25     | Mark Occhilupo       | Australia   | 13,75     |            |
| 2000 | Kalani Robb        | Stati Uniti        | 19,40     | Taj Burrow           | Australia   | 17,90     |            |
| 1999 | Taj Burrow         | Australia          | 24,10     |                      |             |           |            |
| 1998 | Peterson Rosa      | Brasile            | 28,85     | Mick Campbell        | Australia   | 27,40     |            |
| 1997 | Kelly Slater       | Stati Uniti        | 25,50     | Mark Occhilupo       | Australia   | 20,15     |            |
| 1996 | Taylor Knox        | Stati Uniti        | 31,05     | Ross Williams        | Hawaii      | 30,10     |            |
| 1995 | Barton Lynch       | Australia          | 29,00     | Sunny Garcia         | Hawaii      | 15,83     |            |
| 1994 | Shane Powell       | Australia          | 29,61     | Rob Machado          | Stati Uniti |           |            |
| 1993 | Dave Macaulay      | Australia          | 28,20     | Fabio Gouveia        | Brasile     | 21,20     |            |
| 1992 | Damien Hardman     | Australia          | 27,90     | Tom Carroll          | Australia   | 24,90     |            |
| 1991 | Sunny Garcia       | Hawaii             |           | Flavio Padaratz      | Brasile     |           |            |
| 1990 | Flavio Padaratz    | Brasile            | 78,80     |                      |             |           |            |
| 1989 | Dave Macaulay      | Australia          | 119,00    | Martin Potter        | Regno Unito | 116,60    |            |
| 1988 | Dave Macaulay      | Australia          |           |                      |             |           |            |
| 1982 | Terry Richardson   | Australia          |           | Roberto Valério      | Brasile     |           |            |
| 1981 | Cheyne Horan       | Australia          |           | Valdir Vargas        | Brasile     |           |            |
| 1980 | Joey Buran         | Stati Uniti        |           | Ismael Miranda       | Brasile     |           |            |
| 1978 | Cheyne Horan       | Australia          |           | Peter Townend        | Australia   |           |            |
| 1977 | Daniel Friedmann   | Brasile            |           | Pepe Lopes           | Brasile     |           |            |
| 1976 | Pepe Lopes         | Brasile            |           | Jeff Crawford        | Australia   |           |            |

## Albo delle vincitrici della gara femminile
| Anno | Vincitrice        | Nazione     | Punteggio | Secondo classificato | Nazione     | Punteggio | Montepremi |
| ---- | ----------------- | ----------- | --------- | -------------------- | ----------- | --------- | ---------- |
| 2019 | Sally Fitzgibbons | Australia   | 14,64     | Carissa Moore        | Hawaii      | 12,57     |            |
| 2018 | Stephanie Gilmore | Australia   | 11,53     | Lakey Peterson       | Stati Uniti | 8,00      |            |
| 2017 | Tyler Wright      | Australia   | 14,90     | Johanne Defay        | Francia     | 12,53     |            |
| 2016 | Tyler Wright      | Australia   | 13,10     | Sally Fitzgibbons    | Australia   | 10,34     |            |
| 2015 | Courtney Conlogue | Stati Uniti | 14,50     | Bianca Buitendag     | Sudafrica   | 11,10     |            |
| 2014 | Sally Fitzgibbons | Australia   | 16,27     | Carissa Moore        | Hawaii      | 14,67     |            |
| 2013 | Tyler Wright      | Australia   | 17,80     | Sally Fitzgibbons    | Australia   | 15,67     |            |
| 2012 | Sally Fitzgibbons | Australia   | 14,10     | Coco Ho              | Hawaii      | 14,03     |            |
| 2011 | Carissa Moore     | Hawaii      | 14,87     | Sally Fitzgibbons    | Australia   | 13,80     |            |
| 2008 | Melanie Bartels   | Hawaii      | 14,34     | Sofía Mulánovich     | Perù        | 10,60     |            |
| 2007 | Samantha Cornish  | Australia   | 12,00     | Silvana Lima         | Brasile     | 8,10      |            |
| 2006 | Layne Beachley    | Australia   | 18,45     | Jessi Miley-Dyer     | Australia   | 11,00     |            |
| 1999 | Andrea Lopes      | Brasile     | 22,50     | Keala Kennelly       | Hawaii      | 16,00     |            |
| 1998 | Pauline Menczer   | Australia   |           |                      |             |           |            |
| 1997 | Pauline Menczer   | Australia   | 21,25     | Pam Burridge         | Australia   | 16,25     |            |
| 1994 | Pauline Menczer   | Australia   |           |                      |             |           |            |
| 1993 | Neridah Falconer  | Australia   | 19,70     | Vanessa Osborne      | Australia   | 14,50     |            |
| 1992 | Wendy Botha       | Australia   |           |                      |             |           |            |
| 1977 | Margo Obert       | Stati Uniti |           | Becky Benson         | Hawaii      |           |            |